# Chlamydera maculata
Chlamydera maculata е вид птица от семейство Ptilonorhynchidae.

## Разпространение
Видът е разпространен в Австралия.